# Maria Janion
Maria Janion (née le 24 décembre 1926 à Monki, au nord-est de la Pologne et morte le 23 août 2020 à Varsovie) est une historienne de la littérature, des idées et de l'imagination polonaise.
Elle a consacré sa carrière universitaire de chercheuse à la culture polonaise des XIXe et XXe siècles. Elle a formé des générations d'humanistes, d'écrivains, de journalistes, de scientifiques, d'universitaires, d'éditeurs et d'enseignants.
Critique littéraire, spécialiste du romantisme polonais et européen, elle est membre de l'Académie polonaise des sciences, directrice de recherche à l'Institut de recherches littéraires
Elle est connue également pour son engagement féministe et ses engagements aux côtés de l'opposition démocratique dans les années 1970 et 1980, après avoir vainement essayé de combattre dès 1968 pour la démocratie au sein du parti ouvrier unifié polonais auquel elle a adhéré pendant ses études.

## Biographie
Maria Janion, après avoir passé son enfance et fait ses études secondaires à Wilno, fait après la fin de la guerre ses études de lettres polonaises dans les universités de Łódź et de Varsovie, avant de commencer comme assistante une carrière universitaire qu'elle terminera comme Professeur.
En mars 1968, elle perd son poste. Son enseignement, qui encourageait les étudiants à se forger leur propre réinterprétation, souvent très éloignée des canons officiels, du patrimoine littéraire polonais, ne pouvaient qu’inquiéter les autorités communistes.
Elle participe à l’action clandestine de la Société Towarzystwo Kursów Naukowych, dont le but était de pallier les failles de l’enseignement officiel en dispensant un savoir épargné par la censure. En août 1980, elle fait partie des signataires de l’appel des intellectuels à soutenir la grève des ouvriers des chantiers navals.
Elle prend part en 1981 au Congrès indépendant de la Culture polonaise, qui est brutalement interrompu le 13 décembre par la proclamation de l’état de guerre.
Après la chute du régime communiste, elle poursuit son engagement au service de la société démocratique qui se met en place ; elle est notamment active dans le développement du mouvement intellectuel féministe en Pologne et soutient des initiatives civiques en faveur d’une société polonaise ouverte, combattant toutes les formes de préjugés.

## Prix
Maria Janion a reçu de nombreux prix et distinctions pour plusieurs de ses livres ou l'ensemble de son œuvre, notamment :
- le prix Anton-Bruckner pour Zygmunt Krasiński : debiut i dojrzałość (Zygmunt Krasiński : des débuts à la maturité)
- le prix scientifique de la PAN en 1978 pour Gorączka romantyczna (La fièvre romantique) et en 1979 pour Romantyzm i historia (Le romantisme et l'histoire), écrit avec M. Żmigrodzka
- le prix de la fondation américaine de New York Fundacja Jurzykowskiego en 1980
- le prix Kazimierz-Wyka en 2001

## Décorations
Maria Janion est notamment :
- titulaire de la médaille d'or du Mérite culturel polonais Gloria Artis en 2007
- commandeur de l'ordre national du Mérite français en 2012[4].

## Publications
Traductions françaises
- « Histoire de la littérature et histoire des idées : proposition d'une nouvelle problématisation », dans Literary Studies in Poland (1978), t. 1, p. 87-104.
- « Le romantisme polonais parmi les romantismes européens », dans Literary Studies in Poland (1980), t. 5, p. 7-36.
- « "L'Art c'est l'homme qui s'organise" : le bouillant creuset de l'histoire privée », dans Literary Studies in Poland (1983), t. 10, p. 35-77.
- « Pour une critique fantasmatique », dans Literary Studies in Poland (1987), t. 18, p. 41-67.
- « Pourquoi la révolution est-elle une femme ? », dans Revue européenne des sciences sociales (1989), t. 27, no 85, « Lumières, utopies, révolutions: Espérance de la Démocratie », p. 165-177.
- « L'apocalypse laïque », dans Lettre internationale (1989), no 21, p. 29-32 [coauteure avec Remigiusz Forycki].
- « La mort, témoin romantique le l'existence », dans Literary Studies in Poland (1992), t. 25, p. 45-62.
- « Le fantasme de la tête coupée », dans Romanica Wratislaviensia (1992), t. XXXV, « La Révolution française et ses fantasmes dans la littérature », p. 75-88 [coauteure avec Remigiusz Forycki].

Publications polonaises
- Lucjan Siemieński, poeta romantyczny, Varsovie : Państwowy Instytut Wydawniczy, 1955.

Lucjan Siemieński, poète romantique
- Zygmunt Krasiński : debiut i dojrzałość, Varsovie : Wiedza powszechna, 1962

Zygmunt Krasiński : des débuts à la maturité
- Romantyzm, rewolucja, marksizm : colloquia gdańskie, Gdańsk : Wydawnictwo morskie, 1972

Le romantisme, la révolution et le marxisme
- Maria Grabowska, Maria Janion, Antonina Jelicz, Mały słownik pisarzy polskich, Varsovie : Wiedza powszechna, 1972

Petit dictionnaire des écrivains polonbais
- Humanistyka : poznanie i terapia, Varsovie : Państwowy Instytut Wydawniczy, 1974

L'humanisme : connaissance et thérapie
- Gorączka romantyczna, Varsovie : Państwowy Instytut Wydawniczy, 1975, Gdańsk : Słowo obraz terytoria, 2007

La fièvre romantique
- Maria Janion, Maria Żmigrodzka, Romantyzm i historia, Varsovie : Państwowy Instytut Wydawniczy, 1978

Le romantisme et l'histoire
- Maria Janion, Maria Żmigrodzka, Romantyzm i egzystencja, Gdańsk : Slowo obraz terytoria, 2004

Le romantisme et l'existence : fragments d'une œuvre inachevée
- Reduta : romantyczna poezja niepodległościowa, Cracovie : Wydawnictwo Literackie, 1979

Reduta : la poésie romantique pour l'indépendance de la Pologne
- Odnawianie znaczeń, Cracovie : Wydawnictwo Literackie, 1980

Le renouveau des significations
- Czas formy otwartej : tematy i media romantyczne, Varsovie : Państwowy Instytut Wydawniczny, 1984

Le temps des formes ouvertes : thèmes et médias romantiques
- Życie pośmiertne Konrada Wallenroda, Varsovie : Państwowy Instytut Wydawniczy, 1990

La vie posthume de Conrad Wallenrod
- Projekt krytyki fantazmatycznej : szkice o egzystencjach ludzi i duchów, Varsovie : Wydawnictwo PEN, 1991

Projet de critique fantasmatique : esquisses sur l'existence des hommes et des esprits
- Maria Janion, Ryszard Przybylski ; postface de Tadeusz Komendant, Sprawa Stawrogina, Varsovie : Sic!, 1996

L'affaire Stavroguine
- Płacz generała : eseje o wojnie, Varsovie : Wydawnictwo Sic!, 1998, Varsovie : Sic!, 2007

Le pleur du général : essai sur la guerre
- Maria Janion, Prace wybrane :
  - T. 1 Gorączka Romantyczna,
  - T. 2 Tragizm, Historia, Prywatność,
  - T. 3 Zło i fantazmaty,
  - T. 4 Romantyzm i jego media,
  - T. 5 Biografie romantyczne,

Cracovie : Universitas, 2000 - 2002
- Do Europy  : tak, ale razem z naszymi umarłymi, Varsovie : Sic!, 2000

Vers l'Europe ; oui, mais avec nos morts
- Żyja̢c tracimy życie : niepokoja̢ce tematy egzystencji, Varsovie : Wydawnictwo WAB, 2001

En vivant, nous perdons la vie : les inquiétants thèmes de l'existence
- Wampir : biografia symboliczna, Gdańsk : Slowo obraz terytoria, 2002.

Bibliographie symbolique du vampire
- Niesamowita słowiańszczyzna : Fantazmaty literatury, Cracovie : Wydawnictwo Literackie, 2007

Étonnante slavitude : les fantasmes de la littérature
- Romantyzm : studia o ideach i stylu, Varsovie : Pánstwowy Instytut Wydawniczy, 1969

Le romantisme : études sur les idées et le style
- Kobiety i duch inności, Varsovie : Wydawnictwo Sic!, 1996

Les femmes et le sentiment d'altérité
- Bohater, spisek, śmierć : wykłady żydowskie, Varsovie : Wydawnictwo WAB, 2009

Hero, Conspiracy, and Death: The Jewish Lectures. Translated by Alex Shannon. Frankfurt am Main: Peter Lang, 2014.